# Inkrustacja (geologia)
Inkrustacja – powierzchniowe naskorupienie na powierzchni skalnej, powstałe przez wytrącanie się rozpuszczonych związków chemicznych z roztworów podciąganych kapilarnie z wnętrza skały ku powierzchni.
Najczęstsze są inkrustacje:
- żelaziste
- krzemionkowe
- wapniste
- gipsowe.

Ich powstanie jest szczególnie intensywne w strefie półsuchej i suchej, o wysokim parowaniu, gdzie mogą tworzyć skorupy wielomilimetrowej grubości.
Powierzchnie z rozwiniętą inkrustacją są twarde i przez to odporne na mechaniczne niszczenie.